# سیارک ۱۱۴۳۴
سیارک ۱۱۴۳۴ (به انگلیسی: 11434 Lohnert، نامگذاری:1931TC2)۱۱۴۳۴مین سیارک کشف شده‌است که در ۱۰ اکتبر ۱۹۳۱ و در هایدلبرگ کشف شد.
قدر مطلق سیارک برابر ۲۹٫۵ است.